# Peter Charanis
Peter Charanis (né Panagiotis Charanis, en grec : Παναγιώτης Χαρανής ; 1908 - 23 mars 1985) est un historien américain d'origine grecque, spécialiste de l'Empire byzantin et professeur d'histoire à l'université Rutgers. Il a longtemps travaillé pour la Dumbarton Oaks Research Library.

## Biographie
Peter Charanis est né à Lemnos, une île qui appartient alors à l'Empire ottoman. En 1920, sa famille quitte Lemnos pour rejoindre l'Amérique et s'installer dans le New Jersey. Il est diplômé de l'université de Rutgers et obtient son doctorat à l'université du Wisconsin à Madison, où il étudie sous la direction d'Alexandre Vassiliev. Par la suite, il poursuit ses travaux à l'université de Bruxelles avec Henri Grégoire. À cette occasion, il rencontre sa femme, Madeleine Schiltz et se lie d'amitié avec Nicolas Adontz et Paul Wittek, tous deux byzantinistes. Selon Charanis, son séjour à Bruxelles a développé son intérêt pour l'histoire des Arméniens. Il écrit notamment un article intitulé The Armenians in the Byzantine Empire (Les Arméniens dans l'Empire byzantin) en 1961. Plus largement, Peter Charanis s'est principalement consacré à l'histoire économique, sociale et ethnique de Byzance. Il a, par exemple, travaillé sur la recolonisation grecque du Péloponnèse et d'une bonne partie de la Grèce au IXe siècle à la suite des incursions slaves.
Peter Charanis a aussi travaillé en Grèce à l'université Aristote de Thessalonique. Lorsqu'il revient aux États-Unis, il retrouve l'université Rutgers en 1938. Dans les années 1960, alors que l'étude de l'Empire byzantin est embryonnaire en Amérique du Nord, il persuade le département d'histoire de sa faculté de livrer un cours sur les études byzantines, qui devient rapidement l'un des plus populaires de l'université. De 1964 à 1966, il en dirige le département d'histoire et prend sa retraite en 1976.

## Ouvrages
- (en) Peter Charanis, The Armenians in the Byzantine Empire, Lisbonne, Calouste Gulbenkian Foundation Armenian Library, 1963
- (en) Peter Charanis, Church and State in the Later Roman Empire: the Religious Policy of Anastasius the First, 491-518, Thessalonique, Centres d'études byzantines, 1974

## Sources
- (en) Angelikí Laḯou, « Peter Charanis, 1908-1985 », Dumbarton Oaks Research Papers, vol. 39,‎ 1985, p. XIII-XV